# Kriangkrai Noikoed
Kriangkrai Noikoed (6 de octubre de 1975) es un deportista tailandés que compitió en taekwondo. Ganó una medalla de bronce en los Juegos Asiáticos de 1998 en la categoría de –70 kg.

## Palmarés internacional
| Juegos Asiáticos | Juegos Asiáticos    | Juegos Asiáticos  | Juegos Asiáticos |
| Año              | Lugar               | Medalla           | Categoría        |
| ---------------- | ------------------- | ----------------- | ---------------- |
| 1998             | Bangkok (Tailandia) | Medalla de bronce | –70 kg           |